# Jean-Yves Le Drian
Jean-Yves Le Drian ([ʒɑ̃ iv lə dʁijɑ̃]; * 30. červen 1947, Lorient) je francouzský socialistický politik, který působil jako ministr Evropy a zahraničních věcí ve vládách premiérů Édouarda Philippa a Jeana Castexe (2017–2022) a jako ministr obrany pod prezidentem Françoisem Hollandeem (2012–2017).

## Rodina a vzdělání
Jean-Yves Le Drian se narodil v Lorientu rodičům z dělnické třídy Jeanu a Louisette, kteří byli aktivními členy Mladých křesťanských dělníků (Jeunesse ouvrière chrétienne, JOC). Svá studia dokončil na univerzitě v Rennes, kde byl aktivistou ve studentském svazu Union Nationale des Étudiants de France (UNEF). V květnu 1974 vstoupil do Socialistické strany (PS).

## Životopis
Po studiu historie se začal věnovat komunální politice v rodném Lorientu, kde úřad starosty, do kterého byl zvolen poprvé již v roce 1981, vykonával 17 let.
V roce 2012 zastával úřad francouzského ministra obrany jak v první, tak i druhé vládě Jeana-Marca Ayraulta.
V první vládě premiéra Édouarda Philippa byl krátce na počátku května roku 2017 ministrem zahraničních věcí, ve vládě druhé pak ministrem pro Evropu a zahraničí.

### Osobní vyslanec pro Libanon, 2023–dosud
V roce 2023 prezident Macron jmenoval Le Driana svým osobním vyslancem pro Libanon.

## Vyznamenání
- velkodůstojník Národního řádu Mali – Mali, 2013[9]
- velkodůstojník Národního řádu lva – Senegal, 2014[10]
- velkokříž Řádu Isabely Katolické – Španělsko, 4. prosince 2015[11]
- Řád zlatého rouna – Gruzie, 2016[12]
- velký záslužný kříž s hvězdou a šerpou Záslužného řádu Spolkové republiky Německo – Německo, 2017[13]
- velkostuha Řádu republiky – Egypt, 2017[14]
- komtur Národního řádu Pobřeží slonoviny – Pobřeží slonoviny, 2017[15]
- Řád vycházejícího slunce I. třídy – Japonsko, 2019[16]
- velkodůstojník Řádu za chrabrost – Kamerun, 2019[17]